# Tucetona flabellata
Tucetona flabellata is een tweekleppigensoort uit de familie van de Glycymerididae. De wetenschappelijke naam van de soort is voor het eerst geldig gepubliceerd in 1878 door Tenison-Woods.